# Kontraadmiral (Kanada)
Kontraadmiral (angleško Rear-Admiral, okrajšava: RAdm in francosko contre-amiral, okrajšava: CAm) je drugi najvišji vojaški čin v Kanadskih oboroženih silah za pripadnika Pomorskega poveljstva. V hierarhiji Zemeljskega poveljstva in Zračnega poveljstva mu ustreza čin generalmajorja.
Do leta 1968, ko je bila izvršena unifikacija Kanadskih oboroženih sil, je bil činu enakovreden tudi čin zračnega podmaršala (Air Vice-Marshal) v Kraljevem kanadskem vojnem letalstvu. Višji čin je viceadmiral in nižji čin je komodor.
Oznaka čina je:
- epoleta ali naprsna oznaka: na kateri se nahaja krona svetega Edvarda, prekrižana sablja in maršalska palica ter dva vertikalno razporejena javorjeva lista[1];
- narokavna oznaka: ena široka črta (1968-2010) oz. ena široka črta in ena ozka črta s pentljo (od 2010).

V skladu s Natovim standardom STANAG 2116 čin spada v razred OF-7 in velja za dvozvezdni čin, kljub temu da ima oznaka namesto zvezd javorjeve liste.

## Galerija
- Narokavna oznaka
 (od 2010)
- Naramenska epoleta[2]

## Načini nazivanja
Kontraadmirali so ustno nazvani kot Admiral in ime, kot so tudi vsi ostali pomorski častniki z admiralskim činom; po tem uvodnem nazivu pa se uporablja Sir (gospod) oz. Ma'am (gospa). V francoščini podrejeni po uvodnem nazivu uporabljajo mon amiral (moj admiral). Kontraadmirali so po navadi upravičeni do uporabe štabnega avtomobila. 